# 4942 먼로
4942 먼로는 소행성대의 소행성 중 하나로, 1987년 2월 24일 칠레 라 실라 천문대의 헨리 데베호그네가 발견했다. 2013년, 이 소행성은 과거 NASA의 로봇 과학자이자 작가인 랜들 먼로의 이름을 따서 먼로라고 명명되었는데, 이 이름은 xkcd의 구독자인 루이스 헐버트와 조단 주가 선택한 이름이었다.
먼로의 공전 주기는 약 1192.88일이며, 칙술루브 충돌체에 떨어졌던 소행성과 비슷한 6~10km의 직경일 것이라고 추측된다.

## 같이 보기
- List of minor planets: 4001–5000